# Caryomyia melicrustum
Caryomyia melicrustum är en tvåvingeart som beskrevs av Gagne 2008. Caryomyia melicrustum ingår i släktet Caryomyia och familjen gallmyggor. Inga underarter finns listade i Catalogue of Life.